# Aeroportul Mariposa-Yosemite
Aeroportul Mariposa-Yosemite (IATA: RMY, ICAO: KMPI, FAA LID: MPI) este un aeroport din California, Statele Unite ale Americii.
Situat la o altitudine de 687 m, aeroportul dispune de 1 pistă.

## Infrastructură

### Piste
Aeroportul dispune de o singură pistă. Pista 08/26 are suprafața de asfalt și dimensiunile 3.306 picioare × 60 picioare. 